# Laura Ferreira
Laura Maria Garcês Ferreira (Guiné-Bissau, 27 de setembro de 1965 — Lisboa, 25 de fevereiro de 2020) foi uma fisioterapeuta portuguesa. Foi esposa de Pedro Passos Coelho, antigo primeiro-ministro de Portugal.

## Biografia

### Nascimento e juventude
Nasceu na Guiné-Bissau em 27 de setembro de 1965, filha de Tomás Ferreira, funcionário público, e de Domitília Garcês. Viveu em Canchungo, na Guiné Bissau.
Depois da Revolução de 25 de Abril de 1974, mudou-se com a sua família para o arquipélago de Cabo Verde, tendo vivido na cidade do Mindelo. Em 1978 veio para Coimbra, onde frequentou o Liceu José Falcão. Algum tempo depois fixou-se no Cacém, perto de Lisboa, tendo ingressado na Universidade de Lisboa, primeiro no curso de Medicina e depois no de Fisioterapêutica.

### Carreira
Nos princípios da década de 2000 integrou-se no Centro de Educação para o Cidadão Deficiente, em Mira Sintra, e posteriormente exerceu como coordenadora do Centro de Medicina e de Reabilitação, tendo mostrado um especial interesse pelos cuidados a idosos.

### Morte e família
Morreu durante a madrugada de 25 de Fevereiro de 2020, aos 54 anos de idade. Estava internada no Instituto Português de Oncologia, em Lisboa, devido a um tumor, do qual padecia há cerca de cinco anos.
Estava casada desde 2004 com Pedro Passos Coelho, antigo primeiro-ministro de Portugal, tendo o casal tido uma filha. Também tinha uma filha de um anterior casamento. Em 2015, Sofia Aureliano editou a biografia autorizada de Pedro Passos Coelho Somos o Que Escolhemos Ser, em que Laura Ferreira falou sobre os seus tratamentos contra o cancro, e o seu impacto na vida diária do casal.

## Homenagens
Na altura do seu falecimento, foi homenageada pelo presidente da República Portuguesa, Marcelo Rebelo de Sousa, afirmando que tinha deixado «um traço de humanidade e serviço comunitário na sociedade portuguesa». O Partido Social Democrata emitiu uma nota de pesar, onde declarou que Laura Ferreira era uma «Figura muito acarinhada por toda a família social-democrata». O primeiro-ministro, António Costa, relatou que «todo o país acompanhou, solidário, o combate que Laura Ferreira travou contra a doença e a sua enorme demonstração de perseverança e resiliência. Neste momento de dor, em que se despede da sua mulher, quero expressar a Pedro Passos Coelho as minhas sinceras condolências».